# Hans Studer (Komponist)
Hans Studer (* 20. April 1911 in Muri bei Bern, Kanton Bern, Schweiz; † 20. Juni 1984 in Zeneggen, Bezirk Visp, Kanton Wallis) war ein Schweizer Komponist, Chorleiter und Organist.

## Leben und Wirken
Hans Studer war der Sohn des Mechanikers und Chauffeurs Johann Studer und dessen Frau Rosa geb. Bigler. Während der Grundschulzeit verzog die Familien nach Blumenstein, die Sekundarschule besuchte er in Thierachern. Danach absolvierte er das evangelische Lehrerseminar Muristalden in Bern und begann ein Klavierstudium am Konservatorium Bern bei Willy Burkhard. Während seiner folgenden Tätigkeit als Primarlehrer in Homberg setzte er in Bern seine musikalischen Studien bei Ernst Graf (Orgel und Musiktheorie), Franz Josef Hirt (Klavier), Hermann Scherchen (Instrumentation) und Albert Moeschinger (Komposition) fort. An der Universität Bern besuchte er Vorlesungen in Musikwissenschaft bei Ernst Kurth.
Später wurde er Musiklehrer am Freien Gymnasium Bern, am Lehrerinnenseminar Thun und ab 1947 am Lehrerinnenseminar der Neuen Mädchenschule Bern. Neben seiner Lehrertätigkeit war er Organist und Leiter des Kirchenchors in Muri-Gümligen und Dirigent mehrerer Gesangsvereine wie der Lehrergesangvereine Murten-Erlach-Laupen und Seeland. Er war bis 1983 Mitglied des Zentralvorstandes des Schweizerischen Kirchengesangsbundes.
Hans Studer komponierte Werke der Vokalmusik, der sakralen Chormusik, der Kammermusik, der Orgelmusik und Oratorien.
Er war verheiratet mit Dora geb. Minnig.
Sein Nachlass befindet sich in der Musikbibliothek der Hochschule der Künste Bern.

## Auszeichnungen
- 1965: Musikpreis des Kantons Bern

## Veröffentlichungen
Schriften
- mit Theodor Diener Mitarbeit an: Hans Holliger (Hrsg.): Chorbuch 1968 des Schweizerischen Kirchengesangsbundes. Mit Quellenverzeichnis der urheberrechtlich geschützten Werke. Krompholz & Co., Bern 1968, DNB 1001978986.
- Kommentar zu «Disegno su distese». In: Programmheft des Berner Kammerorchesters. Oktober 1972.
- Der Choral im Schaffen von Willy Burkhard. In: Musik und Gottesdienst. 34, 2, 1980, S. 45–49.

Noten und Partituren
- Petite Fantaisie Pastorale. Für Flöte und Orgel. Bärenreiter, Kassel, 1952.
- Lasset eure Lenden umgürtet sein. Bärenreiter, Kassel 1965, DNB 99714999X.
- Freie Orgelstücke. Gerhard Aeschbacher zugeeignet. Eulenberg, Zürich 1973.
- Sonatine. Für Klarinette und Klavier. Hug, Zürich 1975.
- Exaudi me – Alleluja – Lauda Dominum. Für Violine und Orgel. Kunzelmann, Adliswil 1977, DNB 354381954.
- Canzona. Für Oboe und Orgel. Merseburger, Kassel 1986.
- Tres Laudes. Für Altposaune und Orgel. Marc Reift, Zumikon 1988.
- Drei Stücke. Für Trompete und Orgel. Marc Reift, Zumikon 1992, OCLC 31462238.

## Diskografie
- Canzona/Exaudi Me – Alleluja – Lauda Dominum/Da Pacem, Domine/Gott ist Meister, Cantate, Kassel 1986.[1]
- Motetten für Chor A Cappella/Motetten für Chor, Orgel und Blechbläser/Musik für Blechbläser und Orgel/Orgelmusik aus «Freie Orgelstücke», Cantate, Kassel 1987, OCLC 24877113.